# 고전적 현실주의 (국제 관계)
고전적 현실주의는 현실주의 학파의 국제 관계 이론이다. 현실주의는 다음과 같은 가정을 따른다. 국가는 국제 관계 시스템의 주요 행위자이고 초국가적 국제 권위는 없으며 국가는 자신의 이익을 위해 행동하고 국가는 자기 보존을 위한 권력을 원한다. 고전적 현실주의는 국가의 행동과 국가 간 갈등의 원인을 설명하는 핵심 요인으로 인간의 본성과 국내정치를 구체적으로 강조한다는 점에서 다른 형태의 현실주의와 구별될 수 있다. 고전적 현실주의 이론은 인간의 본성에 대한 비적인 견해를 채택하고 인간은 본질적으로 자비로운 것이 아니라 이기적이며 두려움이나 공격에서 행동한다고 주장한다. 또한 이러한 인간의 본성은 국제적 무정부 상태로 인해 국제정치에서 국가에 반영된다는 점을 강조한다.
고전적 현실주의는 전후(1918-1939) 기간 동안 국제관계학의 학문적 영역이 성장하기 시작하면서 근대적 형태로 처음 등장하였다. 전쟁 기간 동안의 고전적 현실주의는 당시 국제 관계에서 이상주의 및 유토피아 이론이 두드러진 것에 대한 응답으로 발전했다. 당시 자유주의 학자들은 갈등을 열악한 사회 조건과 정치 체제의 탓으로 돌렸지만, 저명한 정책 입안자들은 국제 체제를 관리하기 위해 존경받는 국제법과 제도를 만드는 데 집중했다. 이러한 아이디어는 1930년대에 국제 관계에 대한 유토피아적이고 이상주의적인 견해에 반대하고 갈등을 예방하는 능력에 도전한 현실주의자들에 의해 비판을 받았다. 2차 세계 대전 이후, 고전적 현실주의는 학문적, 외교적 정책/외교적 환경 모두에서 더욱 인기를 얻었다. 전쟁을 막을 수 있는 국제 시스템의 무능력과 뒤이은 냉전의 갈등이 이러한 중요성에 기여한 핵심 요소였다.
1960년대와 70년대에 구조적 현실주의 (신현실주의) 이론가들이 인간 본성을 분석의 기초로 사용하는 것을 반대하고 대신 국제 시스템의 무정부적 구조를 통해 국가 간 갈등을 설명하는 것이 더 경험적. 신현실주의와 대조적으로, 고전적 현실주의는 국제 체제(예: 무정부 상태)의 구조가 국가가 참여할 수 있지만 국가 행동을 결정하지는 않는 종류의 행동을 형성한다고 주장한다. 신현실주의와 달리 고전적 현실주의자는 국가의 주요 목표가 생존이라고 주장하지 않다. 국가의 행동은 궁극적으로 불확실하고 우발적이다.

## 이론적 기원
고전적 현실주의 작가들은 초기 정치 사상가, 특히 니콜로 마키아벨리, 토머스 홉스 및 투키디데스의 아이디어에서 영감을 얻었다. 이러한 정치 이론가들은 현대 고전 리얼리즘 사상 학파의 일부로 간주되지 않지만 그들의 저술은 이론의 발전에 중요한 것으로 간주된다. 이러한 사상가들은 때때로 현실주의 사상의 "시간을 초월한" 것을 보여주기 위해 불러일으키기도 한다. 학자들은 이 사상가들이 어느 정도 현실주의적 견해를 고수하는지에 대해 논쟁을 벌여 왔다.
투키디데스는 고대 아테네의 역사가(BC 460~400)이다. 투키디데스의 작품은 고전적 현실주의자들의 저작과 상당한 유사점을 갖고 있다. '멜리안 대화'에서 투키디데스는 국가에 동기를 부여하는 것은 이기심과 국가권력이 아니라 이상주의적 주장이 이를 위장한다고 주장함으로써 국가의 도덕주의적 주장을 비판한다. 그의 저술은 국제 관계 분야에서 중요한 토론 주제가 되었다. 투키디데스의 학술 관심은 동안 정점 냉전 국제 관계 학자 사이의 비교했다으로 이중 극성 미국과 러시아의 아테네와 스파르타 사이의 갈등의 자신의 계정을. Rusten은 투키디데스가 국제 관계에 미친 영향을 "2차 세계 대전 후 많은 미국 여론 형성자들(그리고 그들을 가르친 학자들이)은 투키디데스를 전형적인 냉전 정책 분석가로 읽었다."라고 설명한다.
니콜로 마키아벨리는 피렌체 공화국 (1469-1527)의 정치 이론가 이자 외교관이었다. 그의 작업은 당대의 정치 이론 전통에서 벗어났다. 그의 텍스트에서 그는 도덕과 정치의 분리를 주장했지만 당시 정치 이론은 종교적 이상에 크게 영향을 받았다. 마키아벨리는 또한 사람들이 사물을 있는 그대로가 아니라 있는 그대로 보아야 한다고 주장하고 목적을 달성하기 위한 수단으로 권력을 사용하는 것을 정당화한다. 마키아벨리의 저술은 서구 정치학에서 두드러졌고 이것은 그의 저술이 자유주의적이고 현실주의적인 논쟁의 원천이 된 국제 관계 분야로 확장되었다.
토머스 홉스는 영국의 정치 철학자(1588-1679)이다. 홉스의 주요 초점은 국제 관계가 아니었지만 인간 본성에 대한 설명, 국가와 무정부 상태에 대한 이론, 권력 경쟁으로서의 정치에 대한 그의 초점을 통해 고전적 현실주의 이론에 영향을 미쳤다. 홉스의 '국제적 자연상태' 이론은 정부가 없는 세계는 무정부 상태로 이어진다는 그의 개념에서 출발한다. 이것은 사회가 형성되기 전에 사람들이 어떻게 살았는지에 대한 가상의 시나리오인 홉스의 '자연 상태 ' 개념을 확장하고 질서와 잠재적 평화를 창조하기 위해 자연권이나 자유를 제한하는 사회의 역할에 대해 설명한다. 국제 사회의 부재로 인해 국제 시스템은 영구적으로 무정부 상태로 이해된다. Michael Smith는 "[홉스의] 자연 상태가 현실주의 사상의 정의적 특징으로 남아 있기 때문에 현실주의에 대한 이 이론의 중요성"을 설명한다. 전쟁 상태로서의 국제 자연 상태에 대한 그의 개념은 스스로를 현실주의자라고 부르는 거의 모든 사람이 공유한다."

## 가정과 이론
고전적 현실주의는 인간 본성에 대한 가정을 통해 국제 관계를 설명한다. 이 이론은 인간 행동에 대해 비관적이며 개인은 주로 자기 이익에 의해 동기가 부여되며 더 높은 도덕적 또는 윤리적 열망이 아니라고 강조한다. 국가의 행동은 기본적인 원초적 감정에 의해 결정된다고 이론화되어 있다. 예를 들어 Thomas Hobbes는 두려움이나 공격성을 근본적인 동기로 설명했다. 인간의 본성은 변할 수 있는 것이 아니라 사회적 경계 안에 있을 때만 통제할 수 있는 것으로 보인다. 고전적 현실주의는 인간 본성에 대한 비관적인 견해를 취하지만, 일부 고전적 현실주의는 인간 본성의 주요 측면으로서 이기심과 생존에 대한 욕망에 초점을 맞추는 반면, 다른 이들은 인간이 본질적으로 잔인하고 이기적이고, 야만적 인 것에 초점을 맞춘다.
고전적 현실주의는 국가를 가장 중요한 분석단위로 보고 국제체제의 구조 보다 국가를 존재론적으로 더 중요하게 여긴다. 고전적 현실주의 이론은 국가 행위자에게 중요한 대리인을 부여하고 국가가 변화함에 따라 국제 시스템도 변화한다고 믿다. 이는 국제체제의 구조가 존재론적으로 우월하고 국가를 단일한 의미로 보고 국가를 객관적으로 국익을 추구하는 합리적 행위자로 보는 신현실주의 이론과 대조된다. 고전적 현실주의자들은 국가를 단일한 것으로 보지 않으며 국가와 사회의 관계 및 국제 규범에 의해 형성된다는 점을 인정한다. 국가에 대한 이러한 개념 때문에 그들은 국가 활동을 본질적으로 국익을 위한 합리적인 추구로 간주하지 않다.
고전적 현실주의자들은 국가갈등과 권력 추구가 인간 본성의 결과라고 설명한다. 인간의 본성 안에는 국가가 권력을 축적하도록 하는 권력에 대한 욕망이 있다는 이론이 있다. 국가는 안보와 생존을 위해 권력을 추구하려는 동기가 있을 뿐만 아니라 두려움, 명예, 영광에 의해 동기가 부여되거나 단순히 권력 자체를 추구할 수도 있다.
힘의 균형은 현실주의 이론에서 사용하는 핵심 분석 도구이다. 고전적 현실주의의 세력균형에는 두 가지 주요 측면이 있다. 첫째, 세력균형은 다른 국가를 주도하기 위해 여러 국가가 지속적으로 권력을 추구함으로써 발생하는 강대국 경쟁의 의도하지 않은 결과로 이해된다. 균형을 잡기 위해. 둘째, 힘의 균형은 동맹과 같은 관념적 또는 물질적 힘의 사용을 통해 균형을 만들기 위한 국가의 노력으로도 이해된다. 현실주의자들은 힘의 균형이 다른 국가에 의해 지배될 수 없도록 만들고 국가가 승리할 수 없는 갈등이나 전쟁에 참여할 가능성이 적기 때문에 안보를 제공하기 때문에 바람직한 것으로 본다.
한스 모건소(Hans Morgenthau)의 저서 '국가 간의 정치(Politics between Nations)' 제2판에는 이 책의 가장 유명한 부분을 구성하는 '정치적 현실주의의 6가지 원칙' 섹션이 있다. 국제 관계와 고전적 현실주의에 대한 Hans Morgenthau의 중요성은 1959년 Thompson에 의해 "국제 정치의 문헌의 대부분은 Morgenthau와 그의 비평가 사이의 명시적이든 아니든 대화"로 설명되었다. 모건소의 정치 현실주의의 6가지 원칙(의역)은 다음과 같다. 국제 정치는 인간 본성에서 파생된 법칙에 의해 규율된다. 리얼리즘은 권력을 분석하고 권력은 국익 추구를 허용한다는 것은 국익을 권력으로 정의한다는 의미이다. 현실주의는 정치적 행동의 도덕적 중요성을 인정하지만 성공적인 정치에서 부도덕의 필요성을 인식한다. 정치적 현실주의는 특정 국가의 도덕을 보편적 도덕과 동일시하지 않는다.